# Mesanthura asiatica
Mesanthura asiatica là một loài chân đều trong họ Anthuridae. Loài này được Müller miêu tả khoa học năm 1993.